# Стефан Пено
Стефан Пено (Београд, 3. август 1997) српски је кошаркаш. Игра на позицији плејмејкера.

## Биографија
Стефанов отац Зоран је такође био кошаркаш. Прошао је све селекције ОКК Београда а почетком 90-их је играо у Венецуели, где је и упознао Стефанову мајку - Гвајанку, која је дошла у Каракас да ради. Породица се касније стационирала у Београду где је и Стефан рођен.
Стефан Пено је кошарком почео да се бави са 6 година у екипи Беокоша, да би 2011. године прешао у екипу ОКК Београда. Исте године је прешао у јуниоре Барселоне. На почетку сениорске каријере играо је у другој екипи Барселоне, а повремено је добијао шансу и у првом тиму. У првом тиму Барсе се усталио у сезони 2016/17. када је дебитовао и у Евролиги. У августу 2017. прешао је у Албу из Берлина. Почетком фебруара 2019. године, на првенственој утакмици између Албе и Бајројта, Пено је доживео тешку повреду колена, након чега је паузирао 16 месеци. У августу 2020. потписао је нови трогодишњи уговор са Албом, али је одмах прослеђен на једногодишњу позајмицу у немачког бундеслигаша Раста Вехту. По истеку позајмице се вратио у Албу, али је на почетку сезоне 2021/22. ретко добијао шансу након чега је 17. новембра 2021. прослеђен на позајмицу у литвански Пријенај. За литвански клуб је наступио на само једној утакмици, након чега је 30. новембра 2021. потписао за шпански Билбао. У сезони 2022/23. наступао је за литвански Лијеткабелис. Сезону 2023/24. почео је у Марусију али је почетком 2024. прешао у Миконос. Вратио се у српску кошарку лета 2024. године и потписао за БКК Раднички.
Пено је играо за све млађе селекције Србије. Са репрезентацијом до 16 година освојио је бронзану медаљу на Европском првенству 2012. године, а наредне године је са истом селекцијом освојио сребрну медаљу када је и проглашен за најкорисније играча првенства. Са репрезентацијом до 17 година освојио је бронзану медаљу на Светском првенству 2014. године, а исте године је са репрезентацијом до 18 година освојио сребрну медаљу на Европском првенству.
За сениорску репрезентацију Србије дебитовао је у квалификацијама за Светско првенство 2019. године против Аустрије.

## Успеси

### Клупски
- АЛБА Берлин:
  - Првенство Немачке (1): 2019/20.

### Репрезентативни
- Европско првенство до 16 година:  2012,  2013.
- Светско првенство до 17 година:  2014.
- Европско првенство до 18 година:  2014.

### Појединачни
- Најкориснији играч Европског првенства до 16 година (1): 2013.